# 聖ニコラウス (プレーティ)
『聖ニコラウス』（せいニコラウス、伊: San Nicola di Bari、英: Saint Nicholas）は、イタリア・バロック期の画家マッティア・プレーティが1653年ごろにキャンバス上に油彩で制作した絵画で、彼がナポリに移ってきて最初に描いた作品である。ミラのニコラウスをそのアトリビュート (人物を特定する事物) である3つの黄金の玉とともに表している。作品は現在、ナポリのカポディモンテ美術館に所蔵されている。プレーティはまた1657年に本作より大きな同主題作を描いており、そのヴァージョンは現在ファーノの市立美術館に所蔵されている。さらに、ナポリのサンタ・テレーザ・デッリ・スカルツィ教会には本作の早い時期の複製がある。

## 歴史
本作に関する最初の記録文書中の言及は1653年12月20日のもので、イザベラ・ガッロがミラのニコラウスの絵画に40ドゥカート (最終的に合計50ドゥカートで合意) を支払うことが記されている。彼女は、この絵画をナポリのカラブリア人共同体の中心であったサン・ドメニコ・ソリアーノ教会のために所望したが、プレーティはこの教会の丸天井にもフレスコ画を描いている (19世紀に破壊された)。本作は、聖ニコラウスに捧げられたガッロ＝コッシア礼拝堂に掛けられた。この礼拝堂は、イザベラの夫でカタンザーロ出身のドメニコ・コッシアの死に際し、彼女が150ドゥカートで購入したものであった。
1806年に教会と修道院の財産が没収された際、本作と、同じくプレーティの手になる『洗礼者聖ヨハネ』、および『ユディトとホロフェルネス』 (ともにカポディモンテ美術館蔵) はサン・ドメニコ・ソリアーノ教会から移され、パラッツォ・デッリ・ストゥーディ (現在のナポリ国立考古学博物館) のブルボン家のコレクションに加えられた。1843年に本作はエングレービングにされ、ナポリのすべてのガイドブックに載せられた結果、ブルボン家のコレクション中で最も有名な作品の1つとなった。作品は19世紀と20世紀の美術史家と画家たちに高く評価され、そのキアロスクーロが称賛された。美術史家のロベルト・ロンギは、「プレーティの作品は、光の面に沿った量塊が調和のもとに露見している」と述べている。

## 作品
3世紀に生まれた聖ニコラウスは市井の人々や聖職者たちの支持を受け、4世紀前半、小アジアのミラの司教となった。その遺体は1087年にバーリに移され、聖ニコラウスはこの町の守護聖人となった。ヤコブス・デ・ウォラギネの『黄金伝説』によれば、聖ニコラウスは、貧困に陥った貴族の男を助けるために彼の3人の娘たちの持参金として三晩続けて黄金の玉を家に投げ込んだ。そのため、聖ニコラウスのアトリビュートは3つの黄金の玉となっている。
本作の構図は、力強い短縮法で描かれた聖ニコラウス像を中心としている。彼は画面の動感を強める天使たちに囲まれて、背景の暗闇から浮かび上がり、その壮大さが鑑賞者に崇敬の念を抱かせる。さまざまな材質を照らす光にもとづいた画面全体の色調の中で、いくつかの強い黄色のタッチが際立っているが、これはプレーティの好んだものであった。
この絵画にはホセ・デ・リベーラを筆頭とするナポリの自然主義的な画家たちの影響に加え、エミリア地方の絵画伝統、とりわけジョヴァンニ・ランフランコやグエルチーノらのさらに強い影響も見られる。したがって、本作はプレーティのナポリ滞在以前と以後の様式の間に位置づけられ、彼の最も重要な作品の1つといえる。なお、プレーティは聖ニコラウスの主題をほかのいくつかの作品でも取り上げたが、いずれも後に彼がマルタ島で聖ヨハネ騎士団に仕えていた長い滞在時期に描かれている。